# Балагуров, Анатолий Михайлович
Анатолий Михайлович Балагуров ― российский физик, доктор физико-математических наук, профессор, лауреат Государственной премии РФ.
Родился 19 января 1945 г. в Винницкой области.
Окончил Московский государственный университет им. М. В. Ломоносова (1968).
С 1968 г. работает Лаборатории нейтронной физики им. И. М. Франка ОИЯИ:
- 1968—1993 стажёр-исследователь, младший научный сотрудник, научный сотрудник, старший научный сотрудник.
- 1993—1999 начальник отдела физики конденсированных сред.
- 1999 — настоящее время — начальник сектора дифракции ЛНФ ОИЯИ (2006—2007 — начальник отдела нейтронных исследований конденсированных сред), старший научный сотрудник.

Диссертации:
- 1979 (ОИЯИ) «Нейтронографические исследования структуры монокристаллов методом времени пролета» на соискание научной степени к.ф.-м.н.
- 1993 (ОИЯИ) «Структурная нейтронография моно- и поликристаллов на импульсных реакторах» на соискание научной степени д.ф.-м.н.

В 2000 г. присвоено звание профессора (по специальности № 01.04.07).
С 1994 г. преподаватель кафедры нейтронографии физического факультета МГУ им. М. В. Ломоносова, с 2008 г. профессор.
Специалист в области исследования кристаллов методом дифракции нейтронов, разработки нейтронных спектрометров.
Лауреат Государственной премии Российской Федерации (2000, в составе авторского коллектива) за цикл работ «Разработка и реализация новых методов структурной нейтронографии по времени пролета с использованием импульсных и стационарных реакторов».